# Kleine Kongo-Spitzmaus

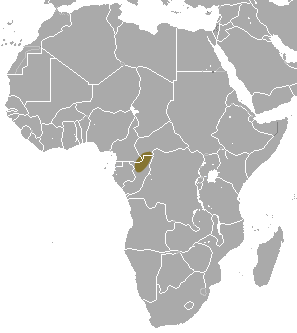
Verbreitungsgebiet der Kleinen Kongo-Spitzmaus

Die Kleine Kongo-Spitzmaus (Congosorex verheyeni) ist eine im zentralen Afrika lebende Spitzmausart. Das bekannte Verbreitungsgebiet liegt westlich des Kongo-Linksbogens und des nach Süden verlaufenden Unterlaufs des Ubangi im Norden der Republik Kongo, in der südöstlichen Spitze von Kamerun und im Südwesten der Zentralafrikanischen Republik. Vorkommen im östlichen Gabun sind möglich, haben sich bisher aber nicht bestätigt. Südlich des Kongo und östlich des Ubangiunterlaufes scheint die Art zu fehlen. Das Art-Epitheton ehrt den belgischen Mammalogen Walter Verheyen.

## Merkmale
Kleine Kongo-Spitzmäuse sind sehr kleine, stämmige Tiere mit einem sehr kurzen Schwanz. Die Kopf-Rumpf-Länge liegt zwischen 5,3 und 9,5 cm, die Schwanzlänge bei 1,9 bis 2,6 cm. Das mittlere Gewicht beträgt sieben Gramm. Die Tiere sind mit einem einfarbigen dunkelbraunen Fell bedeckt, dessen Haare auf dem Rücken 5 mm und auf dem Bauch 3 mm lang sind. Vibrissen sind nur spärlich vorhanden, die längsten sind 1,2 cm lang. Der Kopf ist relativ lang; der Abstand von der Nase bis zum Hinterrand der Ohren macht ein Drittel der Kopf-Rumpf-Länge aus. Nase und Lippen sind fleischfarben. Die Ohren sind klein und behaart. Die winzigen Augen liegen im Fell verborgen. Die Vorderfüße sind mittelgroß, ihre Oberseite ist von großen Schuppen bedeckt. Die Hinterfüße sind kurz, besitzen kurze Krallen und auch hier ist die Oberseite von großen Schuppen bedeckt. Im kurzen Schwanz befinden sich elf kurze, zarte Wirbel. Er ist hell und trägt auf seiner gesamten Länge kurze, schwarze Haare.

## Lebensweise
Über die Lebensweise dieser Spitzmäuse ist wenig bekannt. Die kurzen Beine, die kleinen Augen und Ohren deuten auf ein heimliches Leben im Erdboden oder unter der Laubschicht hin, wo sie sich wahrscheinlich von Wirbellosen z. B. von Regenwürmern ernähren. Ihr Lebensraum besteht aus tropischen, primären oder sekundären Regenwald und einer angrenzenden Feuchtsavanne, die mosaikartig mit Regenwaldgebieten durchsetzt ist.
Die IUCN listet sie als ungefährdet (Least Concern).